# پگاه امام‌بخش
پگاه امام‌بخش یک همجنس‌گرای ایرانی است.
وی در سال ۲۰۰۵ میلادی و پس از دستگیری، شکنجه و محکومیت به اعدام شریک زندگی‌اش از طریق سنگسار و برای فرار از مجازات همجنس‌گرایان در ایران، از دولت بریتانیا تقاضای پناهندگی کرد.
در ابتدا درخواست پناهندگی وی از سوی دولت بریتانیا رد شد و وی در تاریخ ۱۳ اوت ۲۰۰۷ میلادی برای برگردانده‌شدن به ایران، بازداشت شد. تاریخ بازگردانده شدن وی به ایران، تاریخ ۲۸ اوت تعیین شده بود. پس از آگاهی رسانه‌های بریتانیا به پرونده وی و اعتراضات گسترده گروه‌های مدافع حقوق بشر، من‌جمله سازمان عفو بین‌الملل به تصمیم مسئولین مهاجرت دولت بریتانیا در نادیده گرفتن کنوانسیون امور پناهندگان، پگاه امام‌بخش در تاریخ ۱۱ سپتامبر از بازداشت آزاد شد.
وی در مصاحبه‌ای با بخش فارسی بی‌بی‌سی در مورد شرایط خود گفت: «من مجبور شده‌ام پدر و مادر پیرم، و خواهر جوانم را ترک کنم، دو فرزند دوست داشتنی دارم. مجبور شدم همه را رها کنم چون زندگی‌ام در خطر بود».
در تاریخ ۷ مارس ۲۰۰۸ میلادی، روزنامه ایندیپندنت گزارش داد که رای اولیه مبنی بر رد پناهندگی وی تأیید و درخواست فرجام مورد قبول واقع نشده است.
در ۱۱ فوریه ۲۰۰۹ تقاضای پناهندگی و اقامت او در بریتانیا پذیرفته شد.